# Strojenie flażoletami
Strojenie flażoletami – jedna z technik strojenia kwartami instrumentów strunowych z gryfem, korzystająca z własności flażoletów. 
Polega na strojeniu instrumentu w ten sposób, by dźwięk flażoletu uzyskany nad piątym progiem (ew. nad odpowiadającą mu pozycją w przypadku instrumentów bezprogowych) pokrywał się z dźwiękiem flażoletu uzyskanego nad siódmym progiem struny strojonej o kwartę wyżej. 
Technika ta uważana jest za najlepszy sposób "ręcznego" strojenia instrumentów, gdyż nawet minimalne niewspółbrzmienie strun daje wyraźny, słyszalny nawet przez niedoświadczone ucho, rozdźwięk między flażoletami.